# Sieben Türme (Lübeck)

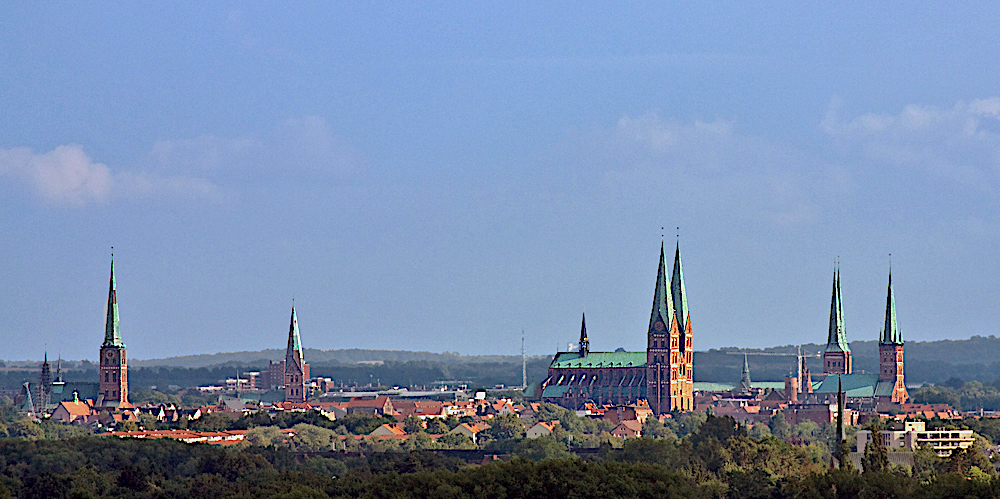
Blick vom Pariner Berg in Richtung Süden auf die Lübecker Altstadt, von links: St. Jakobi, St. Aegidien, St. Marien, Lübecker Dom, St. Petri.

Die Sieben Türme der fünf gotischen Hauptkirchen auf dem Altstadthügel der mittelalterlichen Hansestadt Lübeck verkörpern die zum Wahrzeichen der Stadt gewordene Stadtansicht. Die backsteingotischen sieben Kirchtürme von St. Jakobi (112 m), St. Marien (125 m), St. Petri (108 m), St. Aegidien (92 m) und dem Lübecker Dom (115 m) überragen seit Jahrhunderten das Stadtbild und sind als Silhouette von weither aus dem gesamten Umland in Holstein und Mecklenburg sichtbar. Da die Kirchen der Altstadt jeweils auf Anhöhen zwischen 10 und 20 Metern gebaut wurden, ergibt sich für den Betrachter vom Uferniveau der Trave aus gelegentlich ein anderer Höheneindruck. Das Doppelturmpaar der Marienkirche, das bis zur Fertigstellung des Kölner Doms im Jahr 1880 die höchste sakrale Doppelturmfassade war, erhebt sich 125 m über den Erdboden und somit fast 140 m über die Trave. Die sechs mittelalterlichen Kirchen der Innenstadt mit sieben Türmen (die Katharinenkirche hat nur einen Dachreiter) sind neben dem Holstentor und rund zwei Dritteln der Lübecker Altstadt Teil des UNESCO-Welterbes und gleichzeitig Marke, die auch von Unternehmen in Lübeck und der Region genutzt wird.

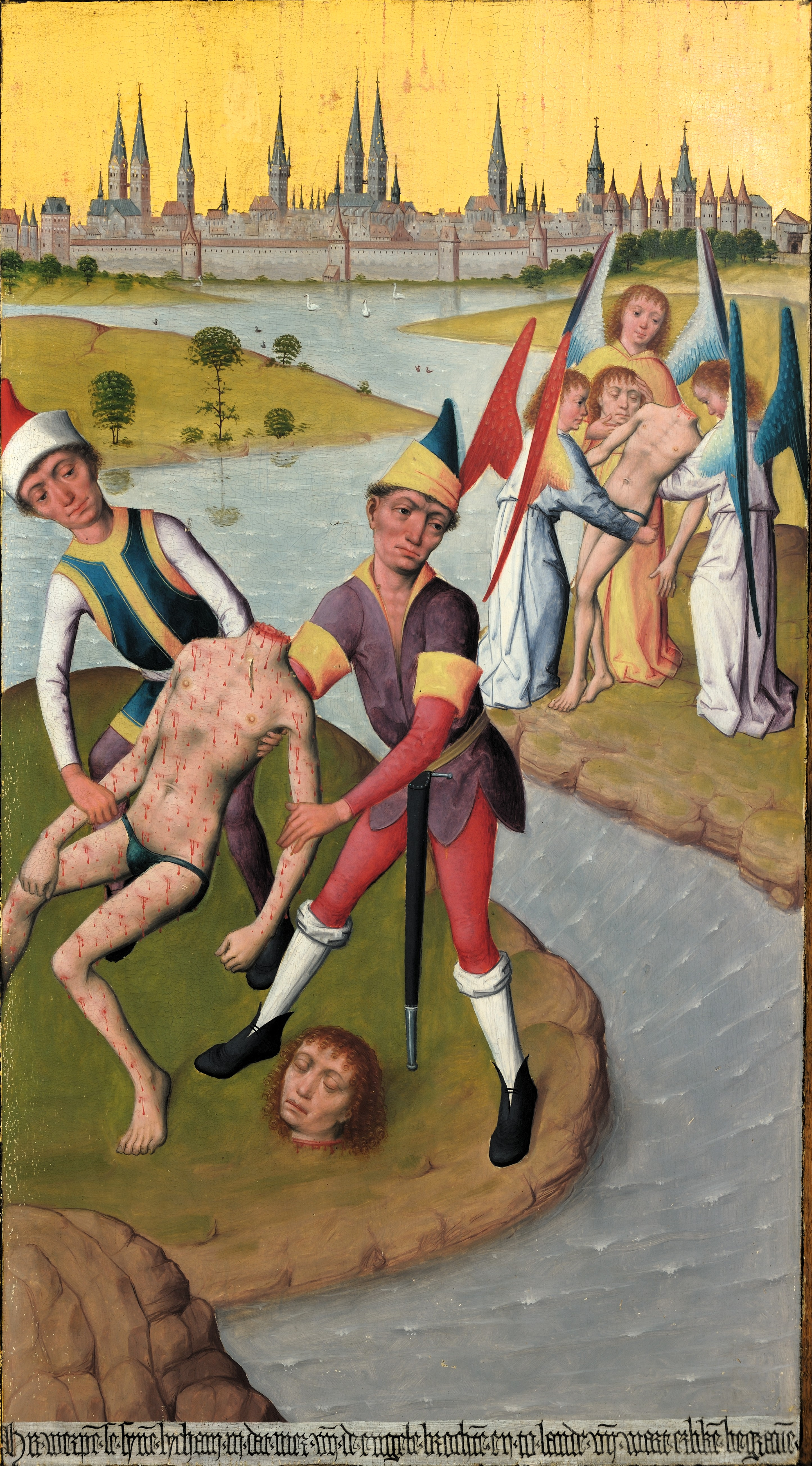
Die älteste Ansicht von 1481 in Rodes Altar

Deutsche Briefmarke von 1990

Die älteste Darstellung der Lübecker Stadtansicht von 1481 findet sich auf einem Altarbildnis des Lübecker Malers Hermen Rode in der Nikolaikirche von Tallinn. Der Begriff der Sieben Türme ist allerdings eine neuzeitliche Prägung, da die alte Lübecker Stadtansicht auf allen Abbildungen bis 1818 noch acht Türme aufweist. Dieser nördlich der Jakobikirche stehende Turm der Maria-Magdalena geweihten ehemaligen Kirche des Burgklosters wurde 1818 mit der Kirche abgerissen. Das um 1820 entstandene Panorama des Schweizers Johann Heinrich Bleuler dem Älteren vom Pariner Berg aus dürfte zu den ersten Darstellungen der Stadt mit den „nur noch sieben“ Türmen gehören. Es gelangte 1921 in das St.-Annen-Museum.
Die einmalige Stadtansicht wurde 1924 von dem Gebrauchsgraphiker Alfred Mahlau zur Bildmarke für die Schwartauer Werke, einen in Bad Schwartau ansässigen Hersteller von Konfitüre und Süßwaren, gestaltet und 1943 von ihm auch in die Briefmarke 800 Jahre Lübeck eingearbeitet. Auch die Stadt Lübeck selbst warb in den 1950er und 1960er Jahren mit einer graphischen Darstellung der sieben Türme von Mahlau auf Broschüren und Plakaten um die Gunst der Touristen. Diese Plakate sind inzwischen wegen ihres künstlerischen Anspruchs begehrte Sammlerstücke. Weiterhin verwendet die Sparkasse zu Lübeck das Logo der Sieben Türme in ihrem Außenauftritt. Sie sind einer der Ankerpunkte des gesamten Stadtmarketings.
Im Zweiten Weltkrieg gingen beim Luftangriff auf Lübeck am 29. März 1942 alle Turmhelme bis auf die zwei von St. Aegidien und St. Jakobi verloren. Ihre hölzernen Dachstühle brannten wie Fackeln. Der Wiederaufbau der zerstörten fünf Turmhelme, für die man die Dachstühle nicht mehr aus Holz, sondern nach einem von Klaus Pieper und Erich Trautsch entwickelten Verfahren als Leichtbau aus Schlackenbeton-Hohlkörpersteinen konstruierte, zog sich bis in die 1960er Jahre hin. Die Rekonstruktion der im Krieg stark beschädigten Altstadtkirchen wurde endgültig erst 1987 abgeschlossen. Seither steht „die unverwechselbare Stadtsilhouette mit sieben Türmen“ auch sinnbildlich für das ebenfalls 1987 eingetragene UNESCO-Welterbe der Lübecker Altstadt.
Im Jahr 2007 war die Silhouette von Lübeck mit den sieben Türmen das Motiv der seit 2002 jährlich erscheinenden goldenen Gedenkmünze in Deutschland.
„Sieben Türme will ich sehen“ war seit 2011 eine Spendenaktion des Ev.-Luth. Kirchenkreises Lübeck-Lauenburg in Kooperation mit dem Kirchengemeindeverband Lübeck-Innenstadt, die 2024 in der Stiftung 7Türme+ aufgegangen ist. Durch das Einwerben von Spenden sollen die historischen Innenstadtkirchen, ohne die Lübeck nicht seit 1987 den Status als UNESCO-Welterbe innehätte, und die unter dem Einfluss von Wind, Regen und Frost leiden, erhalten werden. Schätzungen haben ergeben, dass eine Million Euro pro Jahr aufgewendet werden müssen, um die Schäden an den teilweise mehr als 800 Jahre alten Mauerwerken und Gewölben zu reparieren. Für die Instandhaltung gibt es eine eigene Kirchen-Bauhütte, die einzige in Norddeutschland.

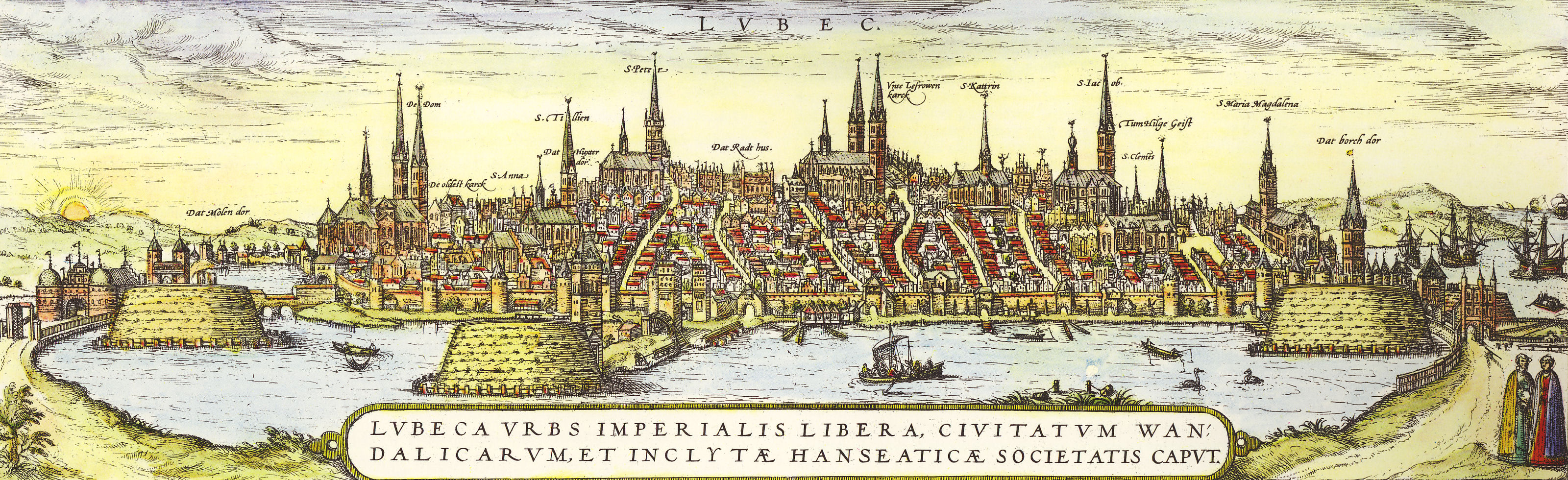
Die acht Türme von Osten um 1600
Logo der Schwartauer Werke von Alfred Mahlau (1924)
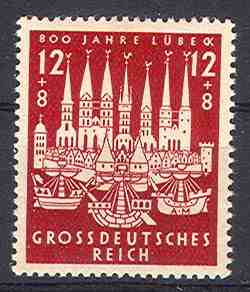
Briefmarke von Alfred Mahlau (1943)

## Siehe auch

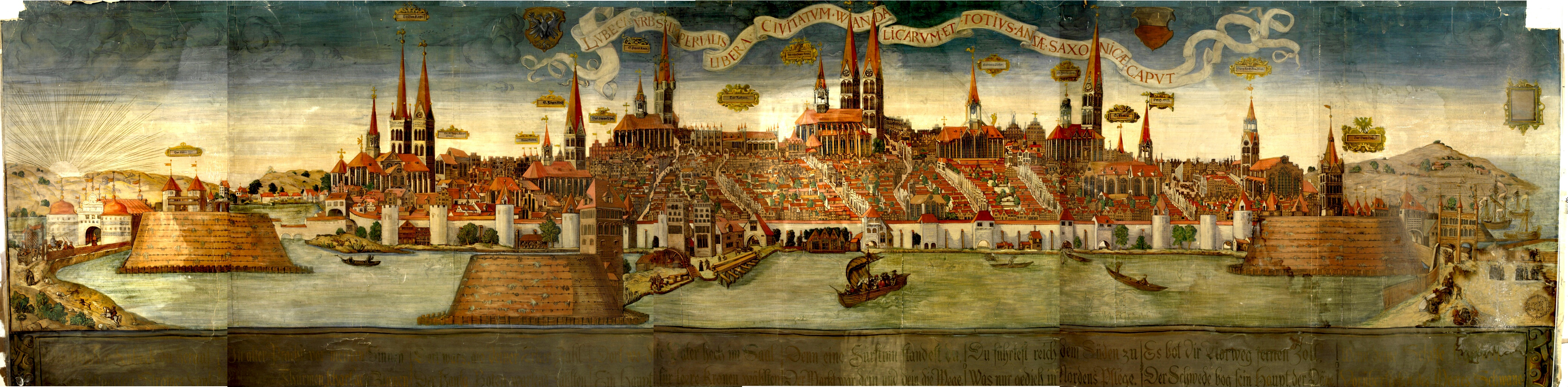
Lübecker Stadtansicht des Elias Diebel, coloriertes Faksimile von 1855